# Florian Heinisch
Florian Heinisch (* 1990 in Eisenach) ist ein deutscher Pianist.

## Leben
Florian Heinisch studierte von 2010 bis 2014 Klavier an der Hochschule für Musik und Theater „Felix Mendelssohn Bartholdy“ Leipzig bei Dietmar Nawroth und Gerald Fauth, anschließend bei Sontraud Speidel in Karlsruhe. Meisterkurse ergänzten seine Studien. Auf Einladung von Richard Beirach studierte er ein Jahr bei dem New Yorker Jazzpianisten.
Florian Heinisch ist Preisträger des Internationalen Grotrian-Steinweg-Wettbewerbs Braunschweig und des Kleinen Schumann-Wettbewerbs sowie des Bachwettbewerbs Köthen und des Internationalen Steinway Klavierwettbewerbs. Er erhielt Förderstipendien zur Unterstützung hochbegabter Kinder und Jugendlicher im Freistaat Thüringen.
2016 erinnerte er mit einem Gedenkkonzert an den jungen Pianisten Karlrobert Kreiten, der 1943 vor seinem Konzert in Heidelberg von der Gestapo verhaftet und anschließend ermordet wurde. Das Programm mit Werken von Bach/Busoni, Chopin, Beethoven und Liszt wurde bundesweit und auch international, z. B. im Concertgebouw Amsterdam, aufgeführt.
Als Hommage an Ludwig van Beethoven hat Florian Heinisch 2020 unter dem Titel „An die Unsterbliche Geliebte“ ein reines Beethoven-Programm auf CD veröffentlicht, das u. a. die Klaviersonate Nr. 29 B-Dur op. 106 enthält (Label: Es-Dur).
Florian Heinisch konzertierte mit Dirigenten wie Kent Nagano und war u. a. in Konzertsälen wie der Wigmore Hall, der Salle Cortot Paris, der Elbphilharmonie, der Tonhalle Düsseldorf, dem Konzerthaus Berlin sowie bei Festivals wie dem Musikfestival Usedom zu Gast. Neben seiner solistischen Tätigkeit tritt er als Liedbegleiter auf und komponiert. Seine eigene Komposition Chimères  wurde 2022 im Gasteig München uraufgeführt. Im Auftrag von MDR Klassik komponierte er die Mikrokomposition Ludus Bacchus.

## Belege
1. ↑  Marcus Stäbler: Jubel für Beethoven-Sonate in der Elbphilharmonie. 4. Februar 2019, abgerufen am 18. November 2020 (deutsch).
2. ↑  Mikrokompositionen: Florian Heinisch. In: MDR Klassik. Abgerufen am 23. März 2021.

| Personendaten    | Personendaten     |
| ---------------- | ----------------- |
| NAME             | Heinisch, Florian |
| KURZBESCHREIBUNG | deutscher Pianist |
| GEBURTSDATUM     | 1990              |
| GEBURTSORT       | Eisenach          |